# モノ島

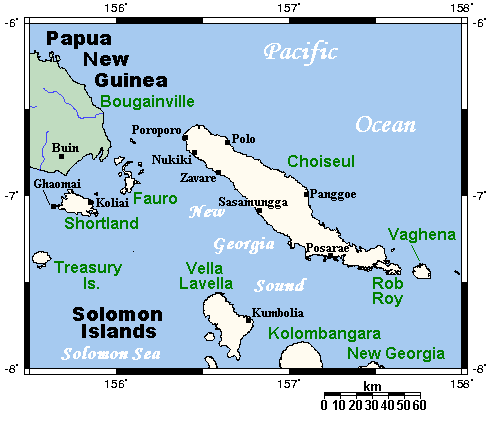
ソロモン諸島の地図。モノ島は、左端の中央より少し下に描かれたトレジャリー諸島の最大の島。

モノ島（モノとう、英語: Mono Island）は、ソロモン諸島トレジャリー諸島で最も大きな島で、南緯7度21分 東経155度34分 / 南緯7.350度 東経155.567度座標: 南緯7度21分 東経155度34分 / 南緯7.350度 東経155.567度に位置している。

## 地理
モノ島は、ソロモン諸島北西部の火山島である。スターリング島やその周辺のサンゴ礁の島々とは、ブランチ・ハーバーで隔てられている。島で最も人口が集まっている集落は、ファラマイ (Falamai) である。島の周囲は、島を縁取るように石灰岩の岩壁が続いており、その高さは20メートル以上に及ぶ。島の人口はおよそ 1,800人である。

### 2007年ソロモン諸島地震津波
2007年4月2日の地震と、その直後の津波によって、モノ島は相当の被害を受けた。2つの集落が津波に襲われ、4人が行方不明となったと報じられた。

## 第二次世界大戦

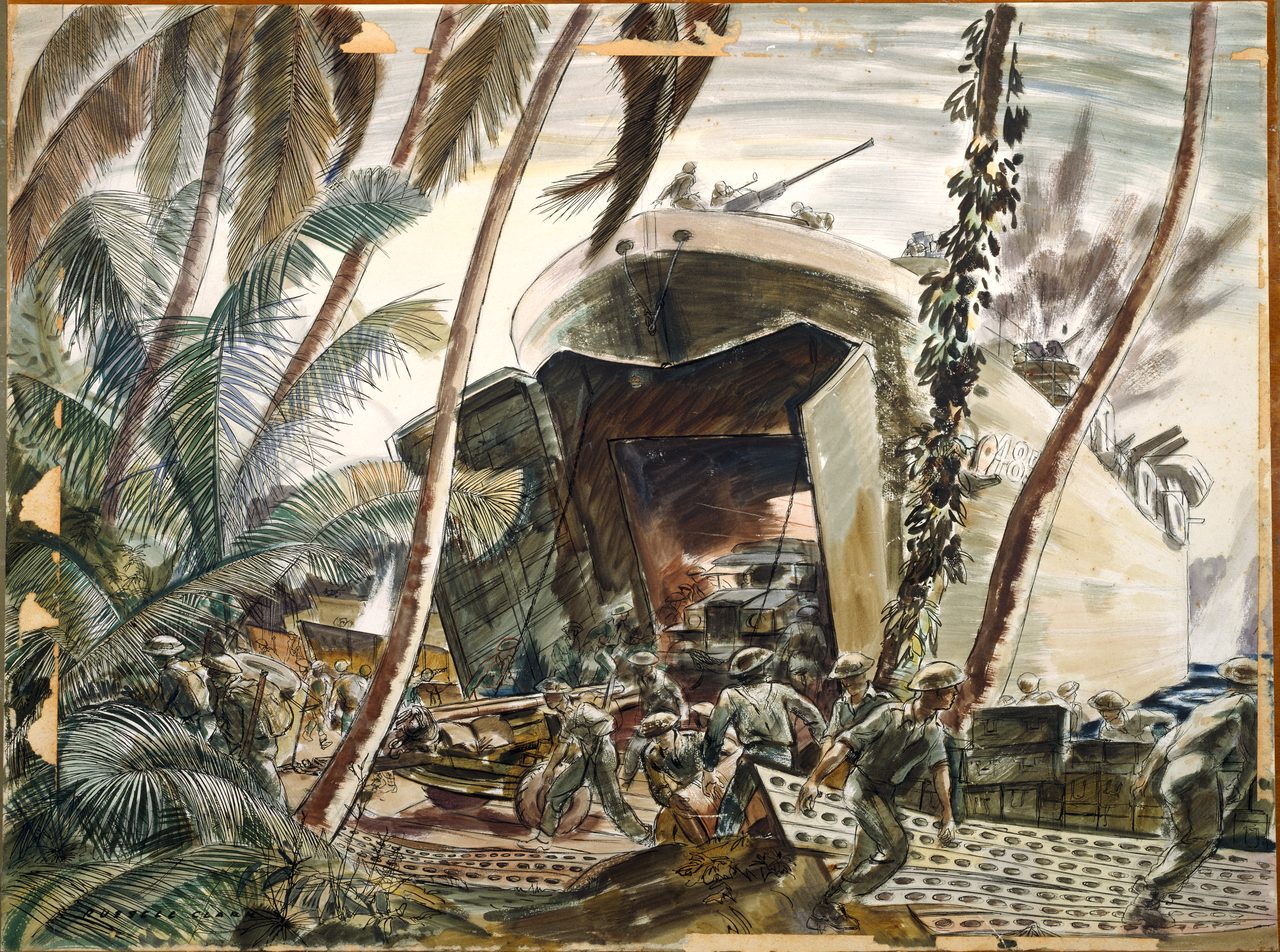
『Landing Ships Under Fire, Treasury Island, 1943（砲火の中、上陸する船、トレジャリー島、1943年）』 ラッセル・クラーク画。

ソロモン諸島への侵攻によって日本軍はモノ島を占領下に置いていた。1943年10月27日、ニュージーランド軍第3師団第8旅団と、アメリカ海軍工兵大隊が、南側の、日本軍が島の司令部を置いていたファラマイと、北側のソアノタル (Soanotalu) のパープル・ビーチ (Purple Beach) の2か所から島に上陸した。
日本軍は、ろ号作戦による航空戦力を用いた反攻を試みたが、連合軍側に大きな打撃を与えることはできなかった。
11月7日までに、島は連合軍の支配下に入った。この作戦中に、アメリカ軍の12人とニュージーランド軍の40人が戦死した。ニュージーランド軍にとっては、上陸による反攻作戦は、ガリポリの戦い以来の経験であった。
スターリング島には、連合軍によって巨大な飛行場が建設されたが、戦後は放棄された。

## 観光
モノ島は、ダイビングの楽園であり、しばしばクルーズ船が港に訪れる。